# Locked In
Locked In é um filme independente de suspense e drama. O filme é dirigido por Suri Krishnamma e escrito por Ronnie Christensen e Suri Krishnamma. Locked In estrela Ben Barnes, Sarah Roemer, Eliza Dushku e Brenda Fricker.
O filme foi exibido em setembro de 2010 nos Estados Unidos durante o Boston Film Festival, mas não houve lançamento nem nos cinemas nem em DVD até o momento, devido a desentendimentos entre produtores e distribuidores.

## Sinopse
A história é sobre amor, perda e cura no último minuto. Josh (Ben Barnes) é um homem que está no topo de sua carreira, todos querem ser ele e todos querem ele. Um dia, o homem se afasta do dinheiro, da fama e da vida. Um acidente de carro deixa sua filha em coma e, quando todos, inclusive a mãe, Emma (Sarah Roemer), já desistiram de lutar pela vida da garota, a menina começa a se comunicar mentalmente com ele, ou será que ele está indo à loucura?

## Elenco
- Ben Barnes como Josh
- Sarah Roemer como Emma Sawyer
- Eliza Dushku como Renee
- Brenda Fricker como Joan
- Johnny Whitworth como Nathan Sawyer
- Abby Steinman como Brooke
- Helen Steinman como Brooke